# Dunhevedia crassa
Dunhevedia crassa är en kräftdjursart som beskrevs av King 1853. Dunhevedia crassa ingår i släktet Dunhevedia och familjen Chydoridae. Inga underarter finns listade i Catalogue of Life.